# Tatuering

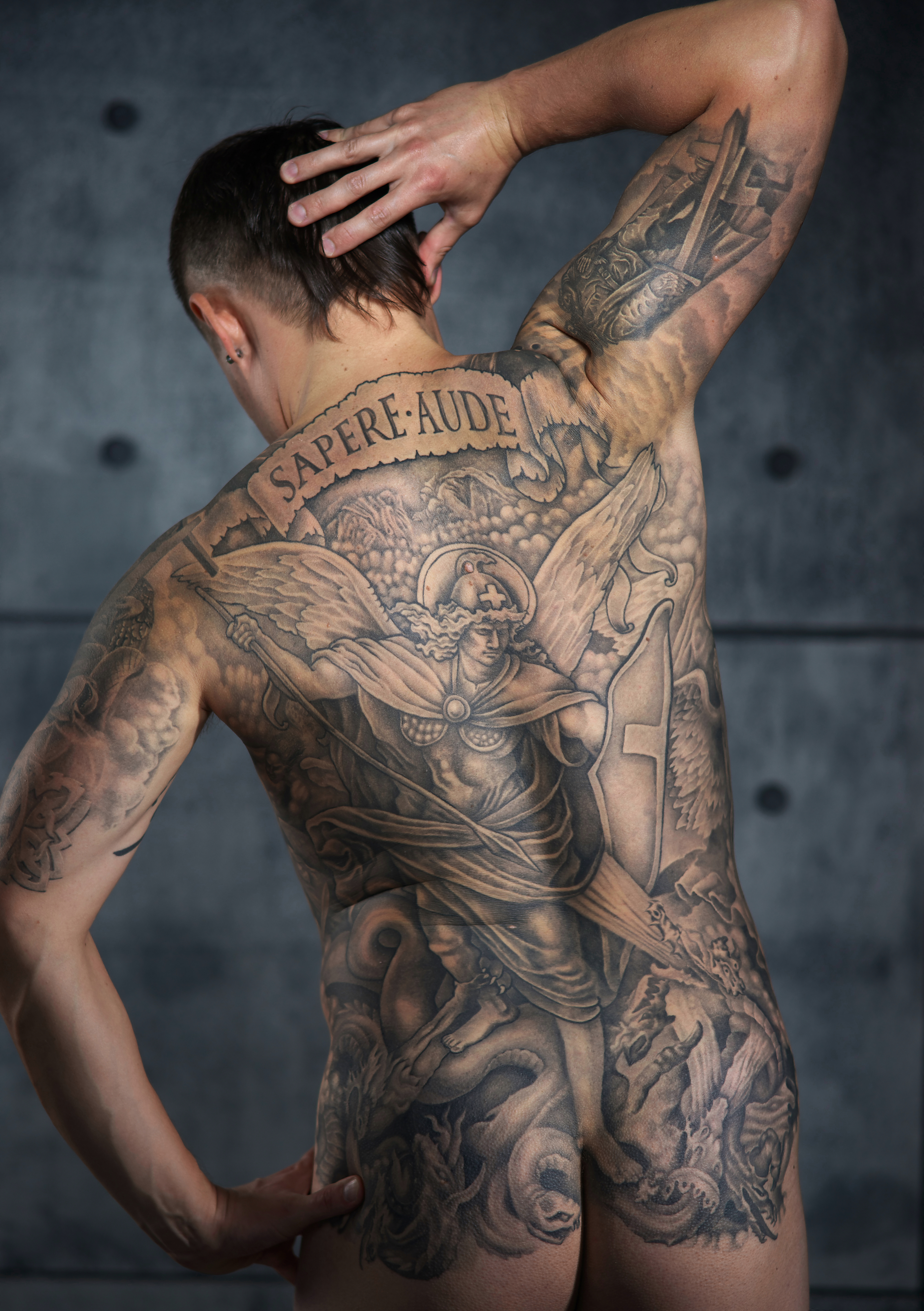
En man med en ryggtavla. S:t Mikael och draken (Uppenbarelseboken 12:7-10) och "Sapere aude" (ett motto för upplysningen enligt Immanuel Kant).

Tatuering innebär en beständig, ofta permanent, målning av huden genom penetration av nålar doppade i färg, en form av kroppssmyckning.

## Etymologi
Ordet "tatuering" kommer från polynesiska tatau, "tecken, målning" (jämför engelska: tattoo, tyska: Tätowierung); i Europa tidigast använt 1769, då i formen "tattow", av brittiske upptäcktsresande James Cook efter hans resor i Polynesien.

## Historik
Tatueringar har funnits i tusentals år. De äldsta kända kommer från ismannen Ötzi som levde omkring 3300 f.Kr. i det som idag utgör norra Italien.

### Vikingatida tatueringar
I Europa lär tatueringar ha förekommit fram till kristnandet under tidig medeltid. Arabiske krönikören och författaren Ahmad ibn Fadlan skildrar i en reseberättelse från cirka 922 att de Ruser (vikingar) han träffat på kring floden Volga bar tatueringar över hela kroppen. Tatueringarna ska ha gått från fingernaglarna till halsen och bestod av mörkblå eller gröna mönster som liknar träd eller andra figurer. Fadlans reseberättelse är den enda samtida samt förstahandsskriften som omnämner tatueringar ihop med nordmän, varav motivet för vikingatida tatueringar har ifrågasatts. Inga europeiska källor nämner något liknande och det saknas även känt ord för tatuering på fornnordiska. Berättelsens många detaljer utöver tatueringar som går att bekräfta samt Fadlans motiv som muslim att inte försköna hedendom gör manuskriptet trots detta annars mycket tillförlitlig.

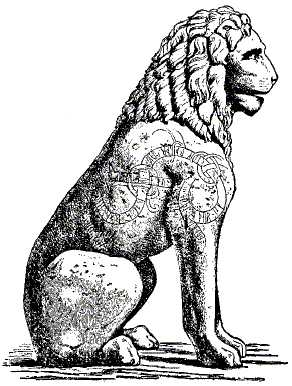
Runlejonet från Pireus med ristad runslinga likt en hypotetisk vikingatida tatuering.

I samband med vikingatida tatueringar kan även omnämnas att det kända Pireuslejonet, en antik marmorstaty, ursprungligen från Atens hamnstad Pireus i Grekland, bär graffiti på höger skuldra i form av en runslinga, inhuggen av resande vikingar runt 1000-talet. Statyns tredimensionella form och slingans artistiska drag får den att liknas vid en hypotetisk vikingatida tatuering.

### Modern tid
Efter att de tidiga europeiska kulturerna övergått till kristendom var det i västvärlden nästan uteslutande sjömän och kriminella som bar tatueringar. Med tiden blev det även vanligt hos de militära och kom åter att bli mode på 1980-talet. Stockholms första tatueringsstudio etablerades 1972 av Ove Skog, alias Doc Forest, på Hägerstensvägen nära Aspudden; först lite längre ner på gatan men sedan 1990-talet på nummer 145.
Den mest spridda formen av tatuering är den som utvecklades i Polynesien, vilken upptäcktes av James Cooks expeditioner och därefter spreds över världen med sjömän. I den polynesiska tekniken vässades djurben till vassa kamliknande nålar som sedan doppade i bläck slogs in i huden med en liten benhammare. Principen har i modern tid införts i handhållna maskiner som slår in nålarna med hastig rytm.

## Risker
Det innebär en hälsorisk att tatuera sig eftersom det enligt Socialstyrelsen innebär att kroppens skydd (hud och slemhinnor) penetreras. Detta kan leda till att bakterier kommer ner i djupare hudlager och orsaka infektioner. Det finns även risk för allergi, vanligen nickelallergi, och allergiska reaktioner på tatueringsfärg. Tatuering i munhålan kan medföra skador på tänder och vävnader. Bestående hudskador i form av ärrbildningar kan uppstå. Vid vissa sjukdomstillstånd eller medicineringar är det direkt olämpligt att tatuera sig, varför man alltid bör kontakta läkare om man är tveksam.
I en studie av kemikalieinspektionen 2010 undersöktes tatueringsfärger och deras eventuella innehåll av 40 hälsovådliga ämnen. Endast fem färger var utan anmärkning.

## Regelverk i Sverige
En tatuerares verksamhet regleras i Sverige av bland annat smittskyddslagen. Av den framgår vilka sjukdomar som är anmälningspliktiga. Den som bär på en smitta är alltså skyldig att meddela detta. Miljöbalken föreskriver att en tatuerare skall anmäla sin verksamhet till myndigheterna samt utföra egenkontroll. Någon åldersgräns finns inte i Sverige (se Föräldrabalken kapitel 9) så som det gör i Danmark, där det även är förbjudet att tatuera på händer och ansikte.

## Bildgalleri

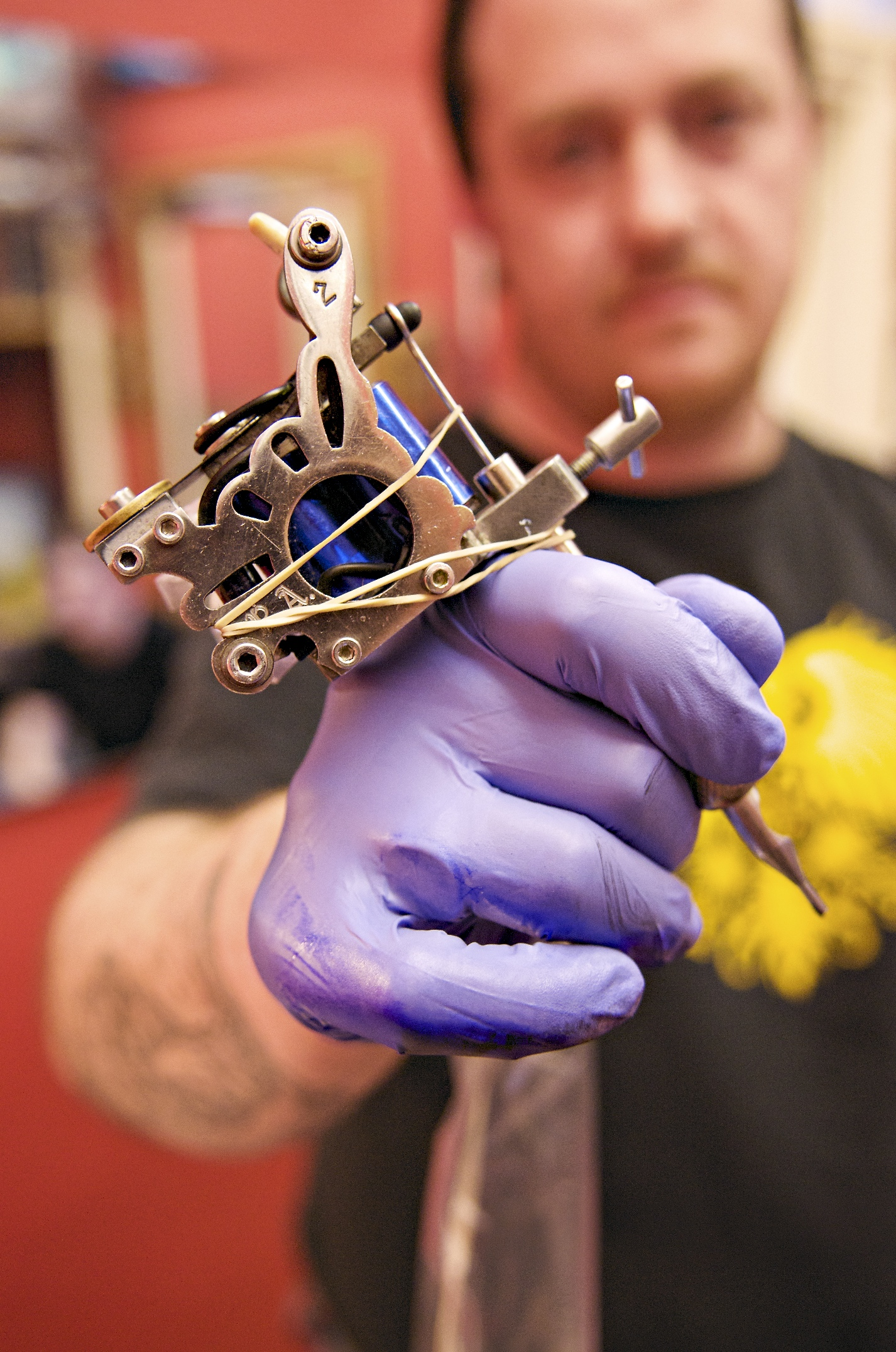
En tatueringsmaskin.
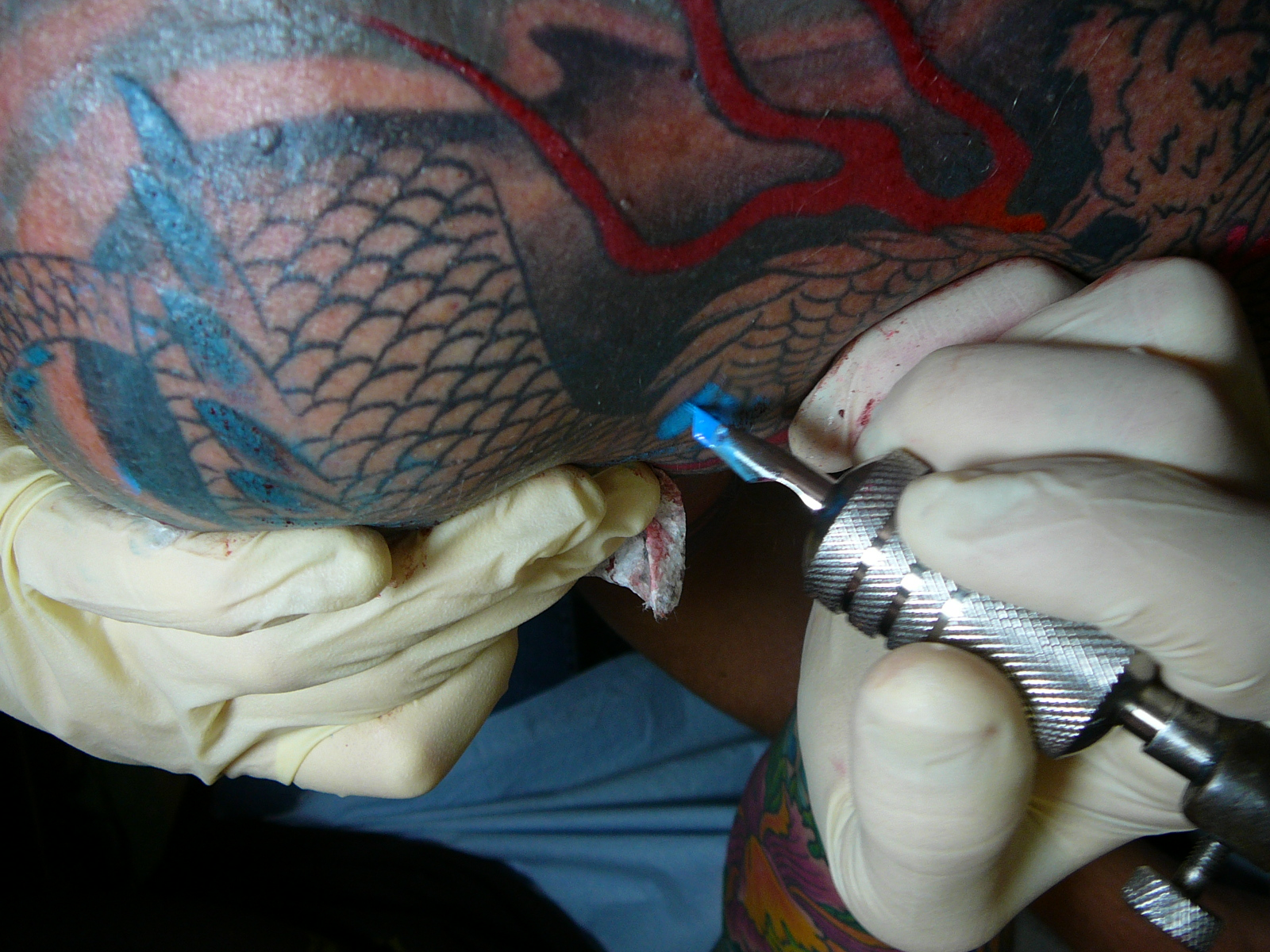
En färgad tatuering appliceras på huden.
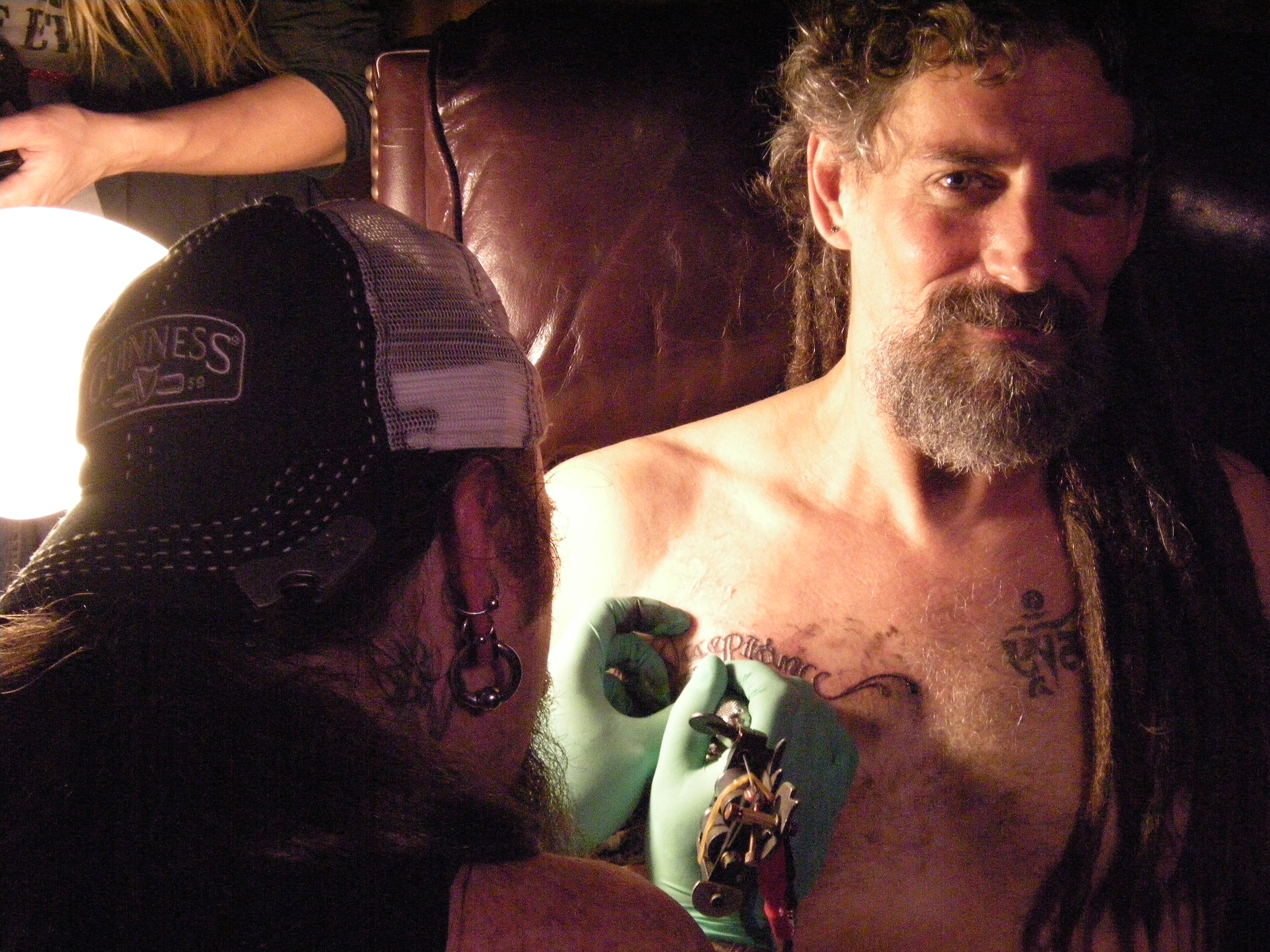
En man blir tatuerad på bröstet.
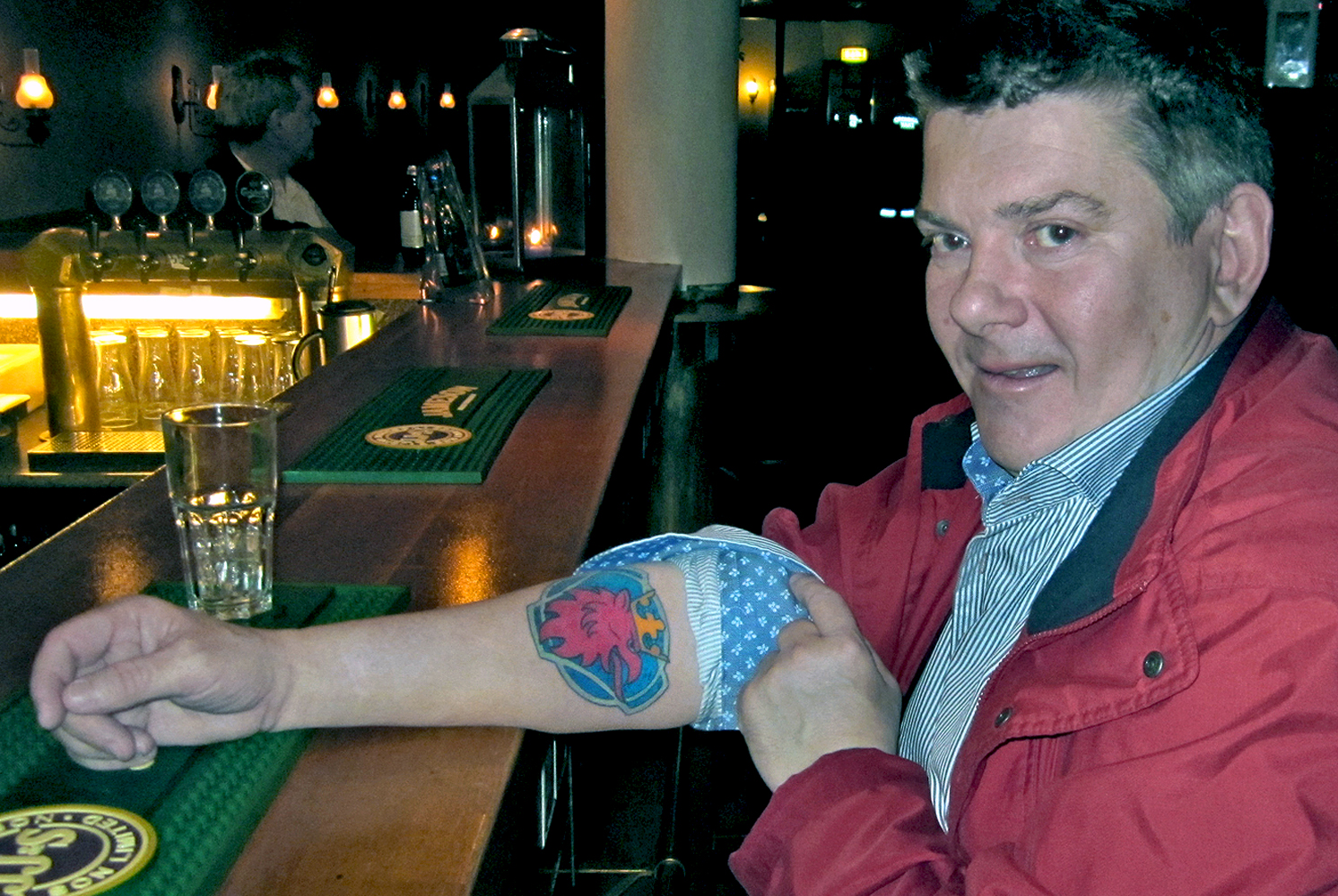
En man visar sin tatuering, Scanias tidigare logotyp
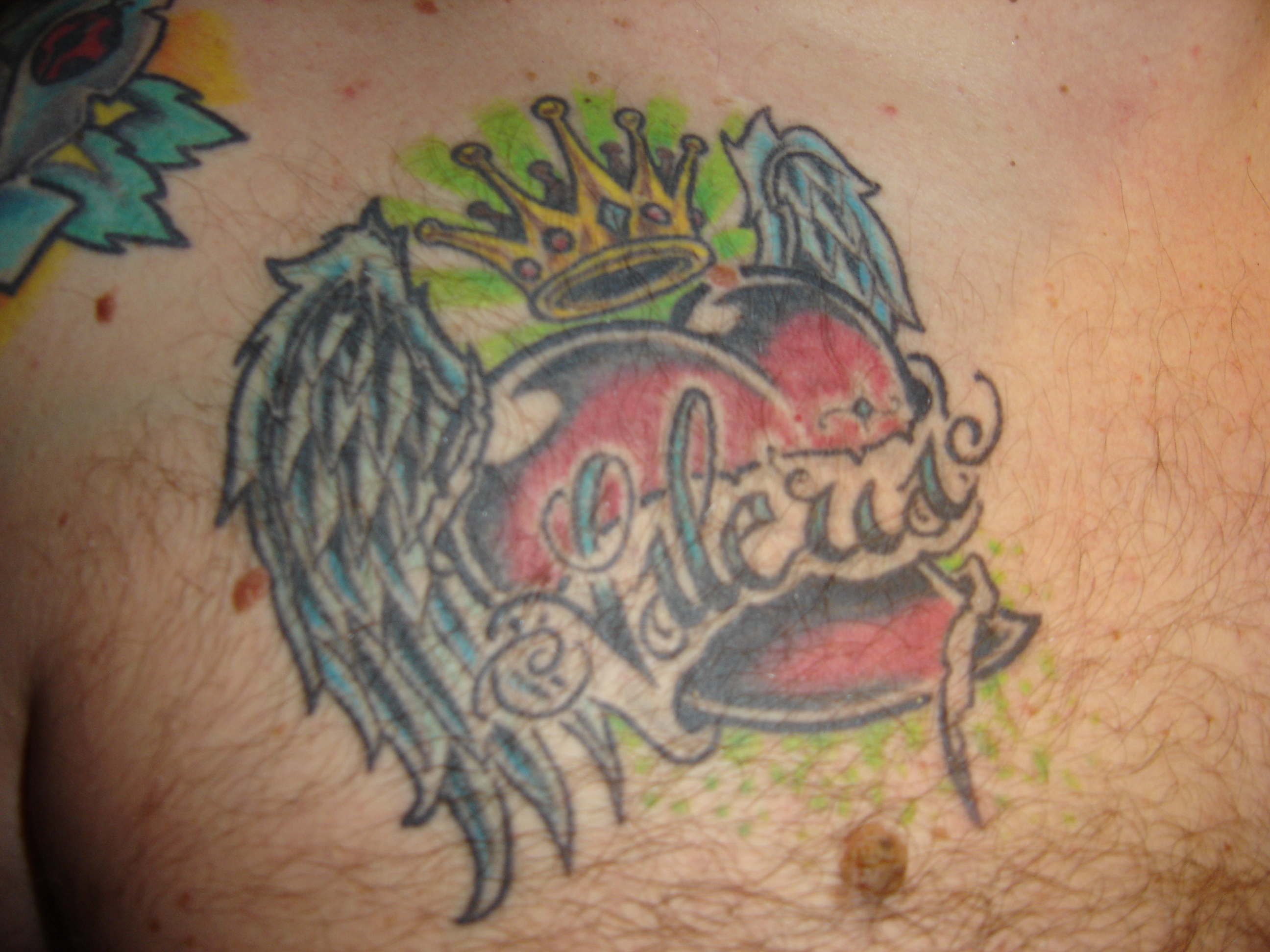
En tatuering av ett hjärta och ett namn.
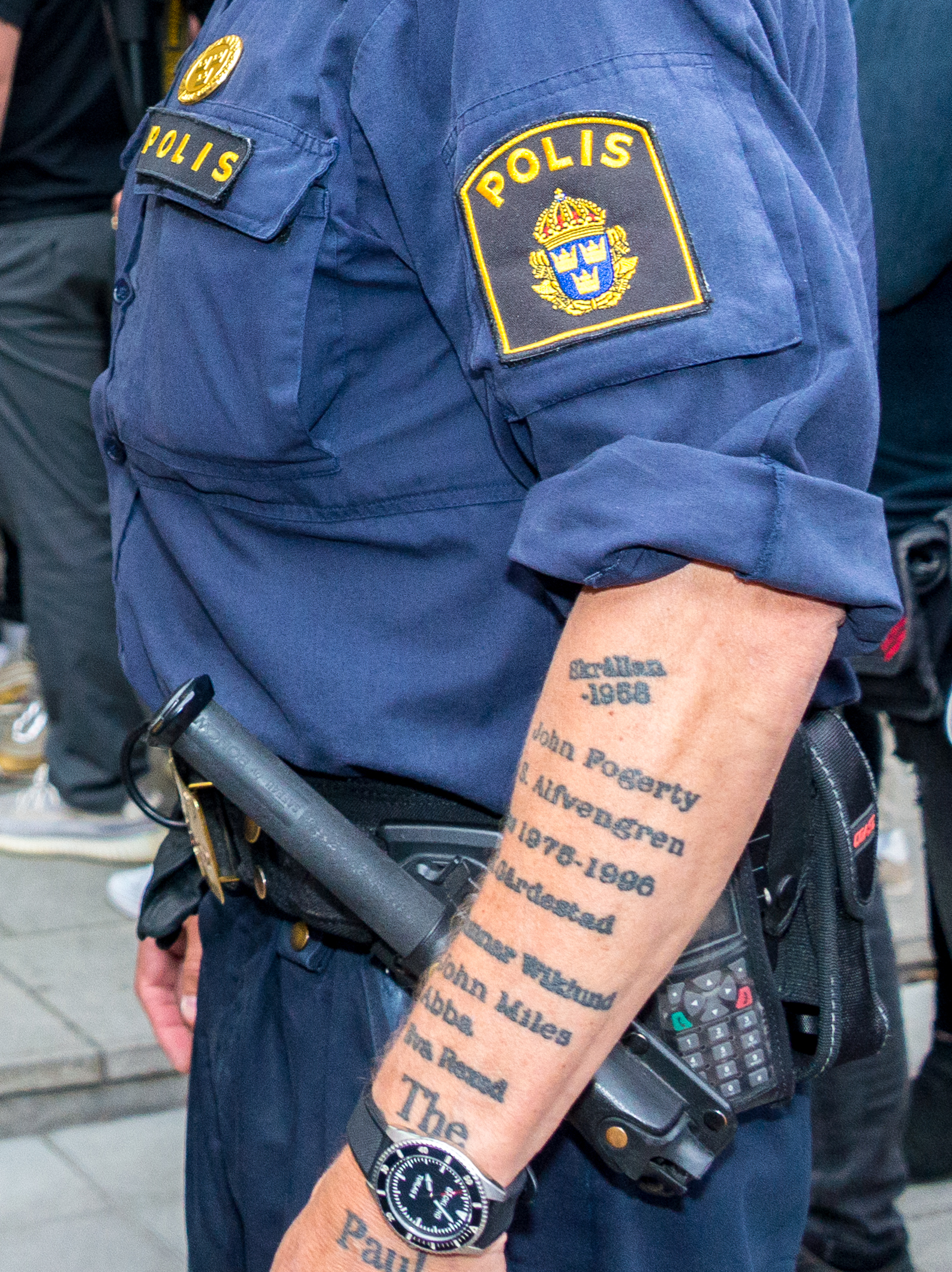
En polis med armtatueringar.
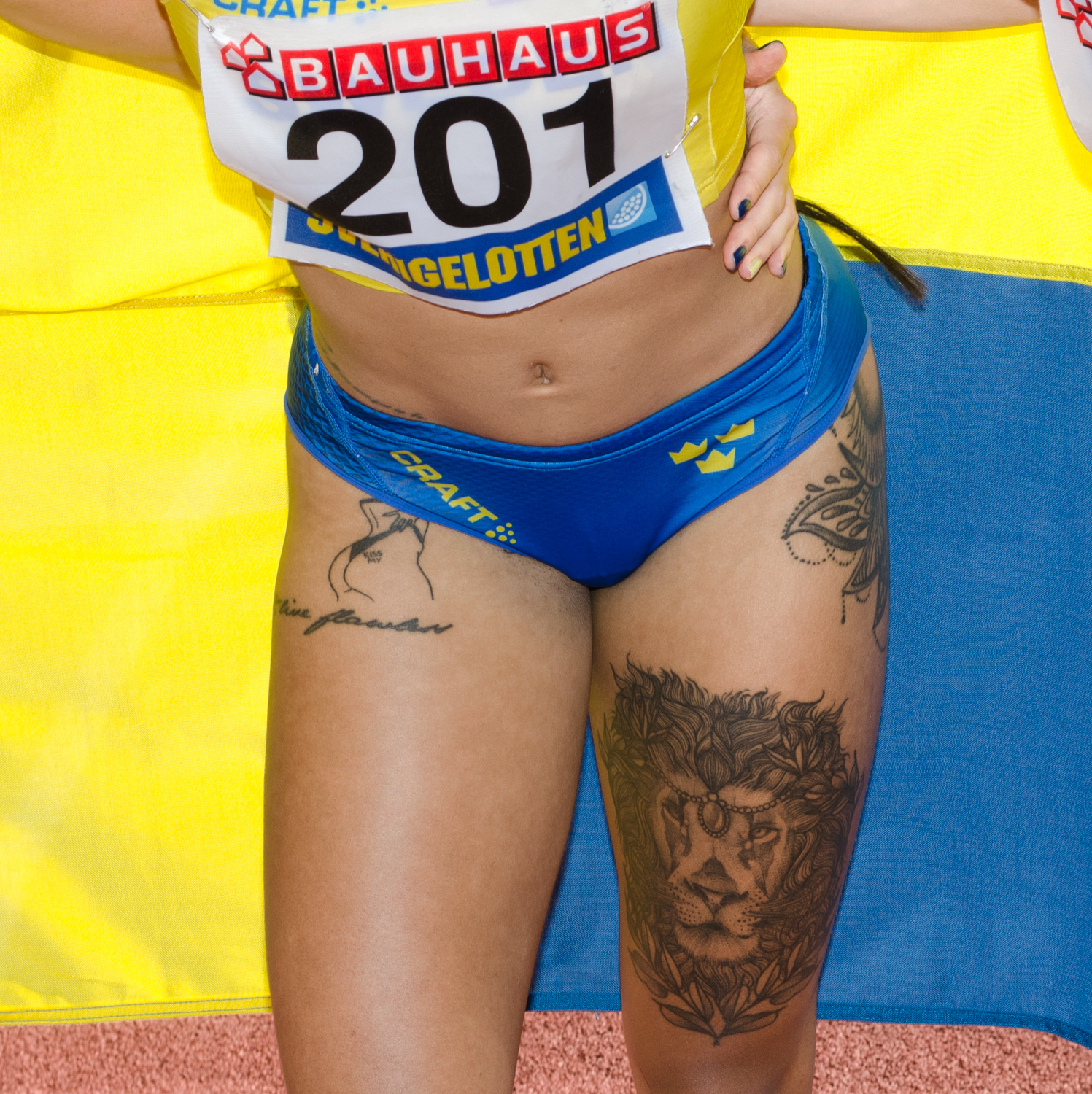
En friidrottare med bentatueringar.
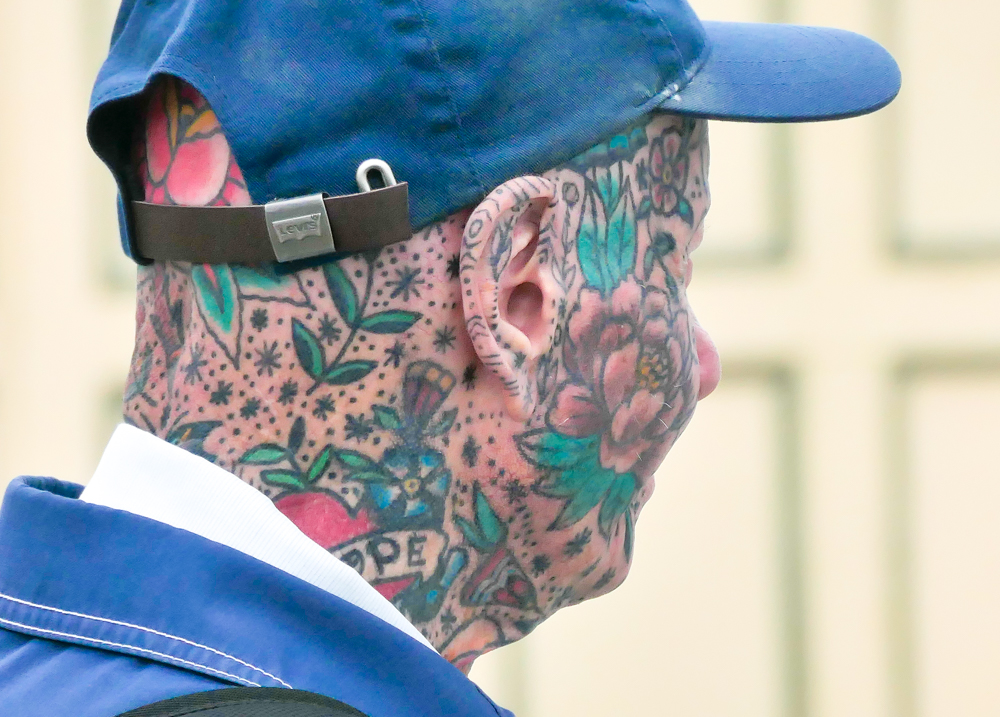
Man med ansiktstatueringar.